# Лиф-Маунтин (тауншип, Миннесота)
Лиф-Маунтин (англ. Leaf Mountain) — тауншип в округе Оттер-Тейл, Миннесота, США. На 2000 год его население составило 309 человек.

## География
По данным Бюро переписи населения США площадь тауншипа составляет 93,1 км², из которых 82,5 км² занимает суша, а 10,6 км² — вода (11,35 %).

## Демография
По данным переписи населения 2000 года здесь находились 309 человек, 116 домохозяйств и 90 семей.  Плотность населения —  3,7 чел./км².  На территории тауншипа расположено 197 построек со средней плотностью 2,4 построек на один квадратный километр. Расовый состав населения: 99,68 % белых и 0,32 % коренных американцев.
Из 116 домохозяйств в 29,3 % воспитывались дети до 18 лет, в 71,6 % проживали супружеские пары, в 0,9 % проживали незамужние женщины и в 22,4 % домохозяйств проживали несемейные люди. 20,7 % домохозяйств состояли из одного человека, при том 10,3 % из — одиноких пожилых людей старше 65 лет. Средний размер домохозяйства — 2,66, а семьи — 3,04 человека.
25,6 % населения — младше 18 лет, 7,8 % — в возрасте от 18 до 24 лет, 22,7 % — от 25 до 44, 26,9 % — от 45 до 64, и 17,2 % — старше 65 лет. Средний возраст — 42 года. На каждые 100 женщин приходилось 116,1 мужчин.  На каждые 100 женщин старше 18 приходилось 119,0 мужчин.
Средний годовой доход домохозяйства составлял 31 429 долларов, а средний годовой доход семьи —  39 688 долларов. Средний доход мужчин —  31 875  долларов, в то время как у женщин — 15 000. Доход на душу населения составил 20 045 долларов. За чертой бедности находились 10,5 % семей и 16,0 % всего населения тауншипа, из которых 27,4 % младше 18 и 16,0 % старше 65 лет.